# Foregone
Foregone — четырнадцатый студийный альбом шведской метал-группы In Flames, выпущенный 10 февраля 2023 года на лейбле Nuclear Blast. Это первый альбом коллектива с участием гитариста Криса Бродерика, который заменил Никласа Энгелина, а также первый альбом, на котором все партии ударных исполнил Таннер Уэйн.

## Создание и продвижение
13 июня 2022 года In Flames объявили о повторном подписании контракта с Nuclear Blast и выпустили сингл «State of Slow Decay», при этом музыкальные издания отметили, что по звучанию новая песня была похожа на более ранние мелодик-дэт-металлические треки группы. 1 августа группа выпустила сингл «The Great Deceiver». 15 сентября группа объявила, что их четырнадцатый альбом Foregone выйдет 10 февраля 2023 года. В день анонса альбома группа выпустила третий сингл «Foregone, Pt. 1». «Foregone, Pt. 2» был выпущен в качестве четвёртого сингла 7 ноября вместе с видеоклипом. 16 января 2023 года, за месяц до выхода альбома, вышли пятый сингл «Meet Your Maker» и соответствующее музыкальное видео.

## Отзывы критиков
| Оценки критиков    | Оценки критиков |
| Источник           | Оценка          |
| ------------------ | --------------- |
| AllMusic           | [ 9 ]           |
| Blabbermouth       | 8.5/10          |
| Kerrang!           | 4/5             |
| Laut.de            | [ 12 ]          |
| Metal Injection    | 9/10            |
| Metal Hammer (GER) | 6/7             |
| Metal Hammer (UK)  | без оценки      |
| MetalSucks         | [ 16 ]          |
| Rock Hard          | 8.5/10          |
| Sputnikmusic       | 3.4/5           |

Альбом получил положительные отзывы критиков. AllMusic дали альбому положительный отзыв, в котором говорилось: «Foregone […] имеет сырой, тяжёлый, хрустящий звук с их обычными очень мелодичными линиями и гармоничными соло, а также философским тоном, порождённым навязанной изоляцией COVID-19». Kerrang! оценили альбом в 4 балла из 5 и заявили: «Foregone — это напоминание о том, что когда In Flames находятся на пике своей силы, они действительно недосягаемы». Metal Injection поставили альбому 9 баллов из 10, написав: «Foregone — это подарок фанатам, которые продержались с In Flames все эти годы, а также новым фанатам, которых они подобрали вместе на своём пути и которые могут быть готовы к чему-то более тяжёлому. Он охватывает все жанры и стили, с которыми когда-либо работала группа, объединяя их в одно целое. Не пропускайте ни одной песни на Foregone. В нём нет плохих треков».

## Список композиций
Все тексты написаны Андерсом Фриденом и Бьорном Гелотте, вся музыка написана Андерсом Фриденом, Бьорном Гелотте и Говардом Бенсоном.
| №                   | Название                                                       | Длительность |
| ------------------- | -------------------------------------------------------------- | ------------ |
| 1.                  | «The Beginning of All Things That Will End» (инструментальная) | 2:13         |
| 2.                  | «State of Slow Decay»                                          | 3:58         |
| 3.                  | «Meet Your Maker»                                              | 3:57         |
| 4.                  | «Bleeding Out»                                                 | 4:01         |
| 5.                  | «Foregone, Pt. 1»                                              | 3:24         |
| 6.                  | «Foregone, Pt. 2»                                              | 4:30         |
| 7.                  | «Pure Light of Mind»                                           | 4:26         |
| 8.                  | «The Great Deceiver»                                           | 3:45         |
| 9.                  | «In the Dark»                                                  | 4:17         |
| 10.                 | «A Dialogue in B Flat Minor»                                   | 4:28         |
| 11.                 | «Cynosure»                                                     | 4:05         |
| 12.                 | «End the Transmission»                                         | 3:42         |
| Общая длительность: | Общая длительность:                                            | 46:46        |

| №                   | Название            | Длительность |
| ------------------- | ------------------- | ------------ |
| 13.                 | «Become One»        | 3:28         |
| Общая длительность: | Общая длительность: | 50:14        |

## Участники записи
- Андерс Фриден — вокал
- Бьорн Гелотте — соло-гитара
- Крис Бродерик — ритм-гитара
- Брайс Пол — бас-гитара
- Таннер Уэйн — ударные

## Чарты
| Чарт (2023)                                   | Высшая позиция |
| --------------------------------------------- | -------------- |
| Австралия (ARIA)                              | 63             |
| Австрия (Ö3 Austria)                          | 1              |
| Бельгия/Фландрия (Ultratop)                   | 20             |
| Бельгия/Валлония (Ultratop)                   | 29             |
| Канада (Canadian Albums Chart)                | 90             |
| Нидерланды (Album Top 100)                    | 60             |
| Финляндия (Suomen virallinen lista)           | 4              |
| Франция (SNEP)                                | 63             |
| Германия (Offizielle Top 100)                 | 1              |
| Венгрия (MAHASZ)                              | 32             |
| Италия (FIMI)                                 | 93             |
| Япония (Oricon)                               | 21             |
| Япония (Billboard Japan)                      | 21             |
| Норвегия (VG-lista)                           | 10             |
| Шотландия (Scottish Albums Chart)             | 15             |
| Испания (PROMUSICAE)                          | 22             |
| Швеция (Sverigetopplistan)                    | 1              |
| Швейцария (Schweizer Hitparade)               | 1              |
| Великобритания (UK Albums Chart)              | 79             |
| Великобритания (UK Independent Albums Chart)  | 6              |
| Великобритания (UK Rock & Metal Albums Chart) | 3              |
| США (Billboard 200)                           | 110            |
| США (Billboard Independent Albums)            | 16             |
| США (Billboard Top Hard Rock Albums)          | 7              |
| США (Billboard Top Rock Albums)               | 16             |